# Potok ranjenega kolena

Potok Ranjenega kolena (angleško Wounded Knee Creek, lakotsko Chankwe Opi Wakpala) je pritok okrog 80 km dolge Bele reke (White River), v jugozahodnem delu Južne Dakote, ZDA. Od izvira teče proti severozahodu, mimo naselij Wounded Knee in Manderson, mimo prizorišča pokola pri Ranjenem kolenu (1890), južno od narodnega parka Badlands pa se izliva v Belo reko (White River).